# 瓦苏尔国家公园
瓦苏尔国家公园是一处位于印度尼西亚巴布亚省东南部湿地的国家公园。它靠近印尼与巴布亚新几内亚的国界，其生态环境曾受到过人类活动的多次破坏。由于拥有面积广阔的湿地和丰富的生物多樣性，该公园也被称为“巴布亚的塞倫蓋蒂”。

## 物种
公园总面积的约70％由疏林草原组成，其余的植被类型主要有沼泽森林等。分布广泛的树木有红树林、榄仁树和千层树。
该公园是358种鸟类的栖息地，其中约80种是新幾內亞岛的特有鸟类。公园所在地区的鱼类多样性也很丰富，总共发现的111种鱼类大部分来自瓦苏尔国家公园。
这里的常见物种包括小袋鼠、南方鶴鴕、藍鳳冠鳩、大极乐鸟、王风鸟、红极乐鸟、新畿內亞鱷和灣鱷。
瓦苏尔国家公园还是许多稀有物种和特有物种的栖息地。其瀕危物種包括紫胸鳳冠鳩和小杓鹬等。这里有3种弗萊河特有鸟类，包括弗莱大尾莺和灰冠文鸟。
1928年，荷兰人将一些鬣鹿带入巴布亚的馬老奇。随后，该物种在巴布亚南部沿海大片区域泛滥。这次生物入侵导致公园内沼泽草地大量减少，间接影响了澳洲鵜鶘和鵲鵝等动物的食物来源。它还导致了公园内芦苇属下属种类的减少，造成千层树的大范围蔓延。

## 保护

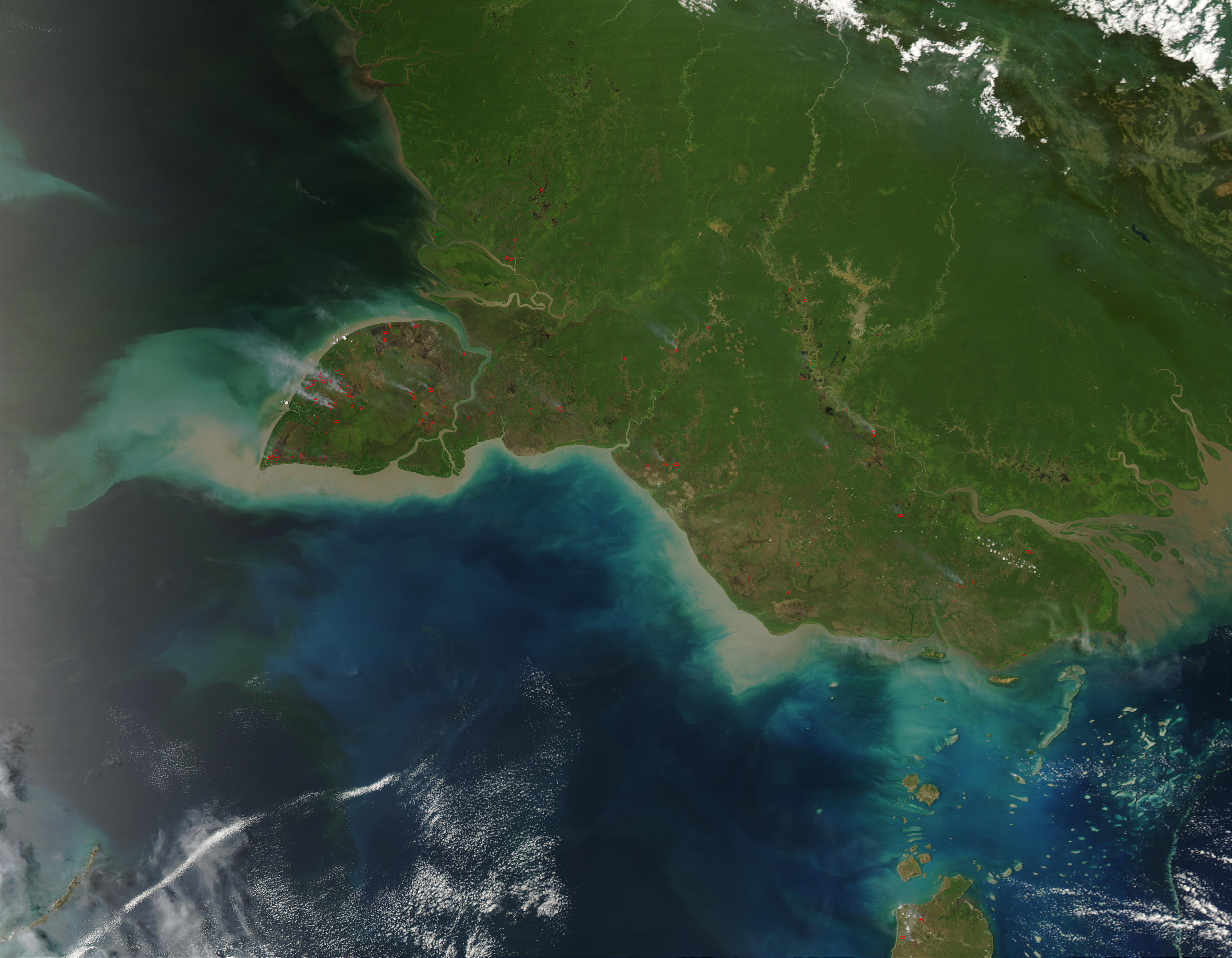
南部新几内亚的卫星图。瓦苏尔国家公园位于弗萊河和沿海城市馬老奇之间。

1978年，瓦苏尔地区首次被指定为野生动物保护区，面积为2,100 km²，延伸面积为4,138 km²。1990年，它被印尼政府指定为國家公園。2006年的《湿地公约》将瓦苏尔国家公园认定为国际重要的湿地区。自1991年来，瓦苏尔国家公园受到世界自然基金会（WWF）的保护。1995年，在世界自然基金会的倡议下，印尼的瓦苏尔国家公园、巴布亚新几内亚的通达野生动物管理区和澳大利亚的卡卡杜国家公园建立了湿地互联项目。2002年，三国签署了有关保护机构合作的备忘录。

## 原住民
国家公园内分布有4组巴布亚原住民，他们依靠公园内的食物满足生活需求。据2005年4月的估算，这里分布有14个村庄，总人口2,500人。公园的名称来自于当地的摩洛利语单词“Waisol”，中文意为花园。
这些当地部落居民主要以吃西米、番薯、鹿、袋狸和小袋鼠为生。尽管农节、舞蹈、编织和传统烹饪等特有文化元素仍然存在，但他们的其他许多文化特征正在慢慢消失。公园内分布有许多祭祀神灵的圣地。南部有大片古老的农耕土堆，极具考古学意义。

## 威胁
公园的大部分天然湿地生态系统正在经历到灌木和林地的变化，同时还受到了凤眼蓝和刺軸含羞草等外來物種入侵的威胁。由于鳄鱼皮的交易活动，新畿內亞鱷的栖息地正遭受威胁。与印尼的其他地区和巴布亚新几内亚一样，非法砍伐也发生在瓦苏尔国家公园。